# Megalomya hepialivora
Megalomya hepialivora är en stekelart som beskrevs av He 1991. Megalomya hepialivora ingår i släktet Megalomya och familjen brokparasitsteklar. Inga underarter finns listade i Catalogue of Life.